# ComicWalker
ComicWalker（日語：コミックウォーカー）是由KADOKAWA運營的網路漫畫瀏覽服務，服務開始於2014年3月22日。
標榜「ComicWalker是可以免費閱讀KADOKAWA漫畫作品的線上漫畫服務」和「每日更新300件以上的漫畫作品」。

## 簡介
該服務可在多種設備上使用。某些作品除了日語版本，還發行英文和中文的版本。網頁介面則提供日語、英文和繁體中文三種語言的服務。
ComicWalker中的服務，包含閱讀漫畫之所有功能，均可免費使用。使用「收藏（最愛）」功能亦完全不須收費。
沒有註冊或登入雖然可瀏覽漫畫，但「收藏（最愛）」等部分功能無法使用。
有設定「刊登期限」之漫畫，會於集數一覽處標示刊登截止日期。未顯示之作品亦可能會因各種狀況而未經預告即終止刊登。
ComicWalker主要刊登KADOKAWA系漫畫雜誌上連載的作品，但是也有像CROSSANGE 天使與龍的輪舞、百無禁忌！女高中生私房話等只在ComicWalker上連載的作品。
主編是以擔任Keroro軍曹等作品的責任編輯而聞名的渡邊啓之，負責核心內容的製作人與編輯是由伊藤史峻和首藤和仁負責。

## 連載中的原創作品
- 異世界歸來的舅舅（殆ど死んでいる）
- 百無禁忌！女高中生私房話（鈴木健也）
- 直到我成為女生為止（日语：オレが私になるまで）（佐藤はつき）
- 萬事屋齋藤先生轉生異世界（一智和智）
- 陰陽眼見子（泉朝樹）
- Angolmois 元寇合戰記（高木七彥）
- 異世界武士（齋藤勁吾）
- RTA玩家無法離開遊戲世界（小出よしと）

## 影像化作品

### 動畫化
| 作品                       | 放送年份 | 動畫製作公司     | 備註                         |
| -------------------------- | -------- | ---------------- | ---------------------------- |
| こども刑事めめたん         | 2015年   | 米子ガイナックス |                              |
| 百無禁忌！女高中生私房話   | 2016年   | feel.            |                              |
| 猫も、オンダケ             | 2016年   | studio!cucuri    |                              |
| Angolmois 元寇合戰記       | 2018年   | NAZ              |                              |
| 陰陽眼見子                 | 2021年   | Passione         |                              |
| このヒーラー、めんどくさい | 未發表   | 未發表           | 連載於月刊コミックフラッパー |
| 異世界歸來的舅舅           | 2022年   | Atelier Pontdarc |                              |

### 真人化
| 作品                       | 年份   | 備註   |
| -------------------------- | ------ | ------ |
| 理系の人々                 | 2014年 |        |
| My Broken Mariko           | 2022年 |        |
| 想做料理的她與愛吃美食的她 | 2022年 | 第一季 |
| 想做料理的她與愛吃美食的她 | 2024年 | 第二季 |
| BLUE MOMENT                | 2024年 |        |

## 外部連結
- ComicWalker的官方網站（页面存档备份，存于）
- 《ComicWalker》的Niconico漫畫官方帳號
- ComicWalker的X（前Twitter）